# Constante de Faraday

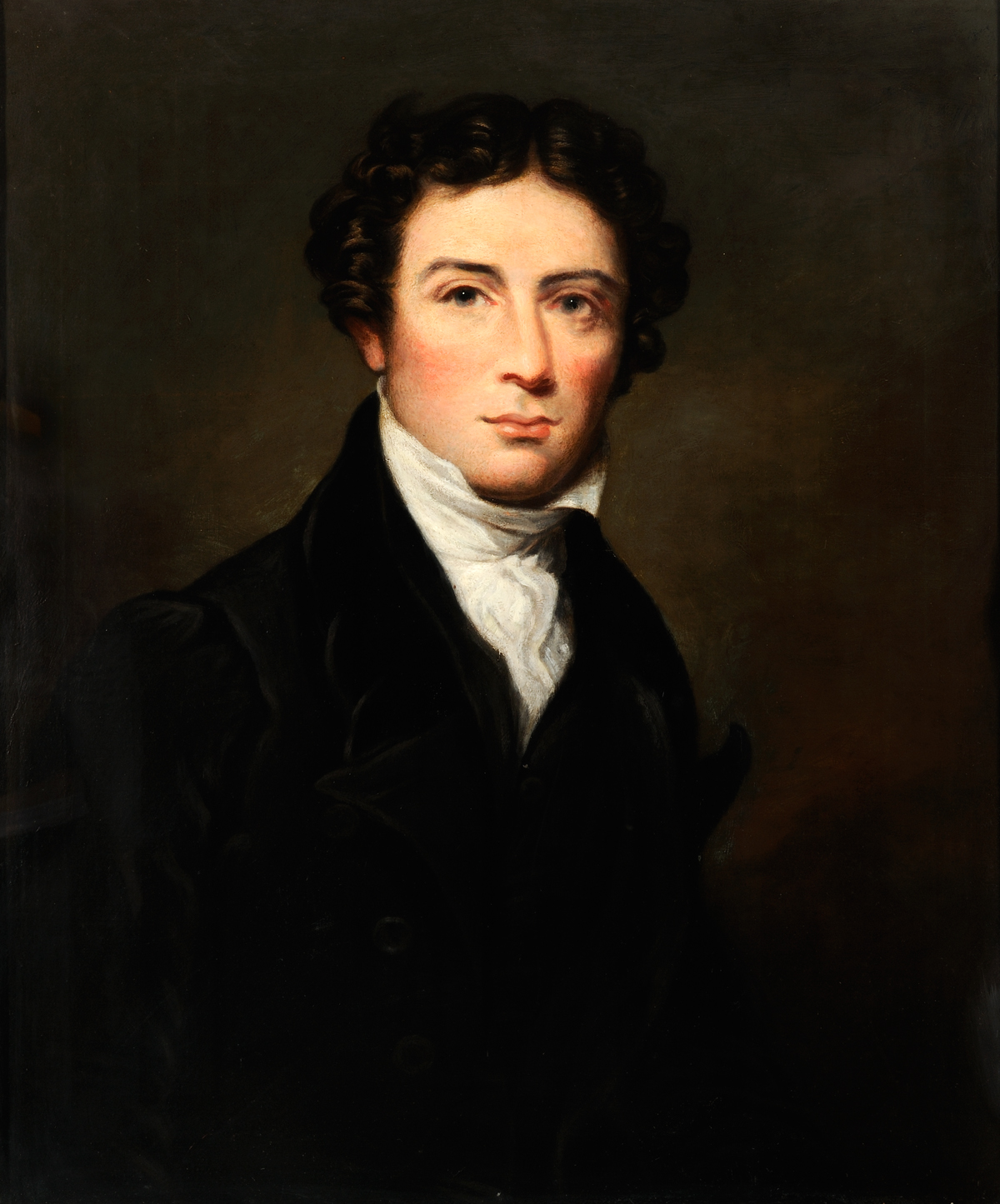
La constante de Faraday a été nommée en l'honneur de Michael Faraday.

La constante de Faraday, notée {\displaystyle F}, est le produit de la charge élémentaire {\displaystyle e} par la constante d'Avogadro {\displaystyle N_{\mathrm {A} }} :
Lors de sa 26e réunion, le 16 novembre 2018, la Conférence générale des poids et mesures (CGPM) a décidé qu'à compter du 20 mai 2019, le Système international d'unités (SI) est le système d'unités selon lequel la charge élémentaire est égale à 1,602 176 634 × 10−19 C et la constante d'Avogadro est égale à 6,022 140 76 × 1023 mol−1.
La constante de Faraday s'exprime en coulombs par mole et vaut donc exactement depuis le 20 mai 2019 le produit de ces deux derniers nombres soit 96 485,332 123 310 018 4 C/mol.
Cette constante représente la charge globale d'une mole de charges élémentaires. Elle doit son nom au physicien anglais Michael Faraday.
C'est une constante très utilisée en électromagnétisme ainsi qu'en électrochimie. Par exemple, l'enthalpie libre d'une réaction d'oxydoréduction est :
{\displaystyle \Delta G=-nF\Delta U},
avec la quantité de matière {\displaystyle n} exprimée en moles et la différence de potentiel standard.
Autrefois, le faraday était aussi le nom d'une unité, désormais obsolète, et distincte du farad.